# Ingårdstjärnen (Ovikens socken, Jämtland)
Ingårdstjärnen är en sjö i Bergs kommun i Jämtland och ingår i Indalsälvens huvudavrinningsområde. Sjön har en area på 0,115 kvadratkilometer och ligger 542,1 meter över havet.

## Delavrinningsområde
Ingårdstjärnen ingår i det delavrinningsområde (698766-141444) som SMHI kallar för Mynnar i Västnårån. Medelhöjden är 526 meter över havet och ytan är 9,62 kvadratkilometer. Det finns inga avrinningsområden uppströms utan avrinningsområdet är högsta punkten. Vattendraget som avvattnar avrinningsområdet har biflödesordning 3, vilket innebär att vattnet flödar genom totalt 3 vattendrag innan det når havet efter 305 kilometer. Avrinningsområdet består mestadels av skog (89 procent). Avrinningsområdet har 0,12 kvadratkilometer vattenytor vilket ger det en sjöprocent på 1,2 procent.